# 鈴木伸良
鈴木 伸良（すずき のぶよし、1959年6月27日 - ）は、静岡県出身の元プロ野球選手（投手→内野手→外野手→捕手）、野球指導者。右投右打。愛称はマンモス。

## 来歴・人物
名古屋電気高校では投手、4番打者として1977年の春の選抜に出場。1回戦で、優勝した箕島高に0-1で敗退。同年夏の県予選は2回戦で名古屋工を7回コールド完全試合に抑える。決勝に進むが坂本佳一のいた東邦高に敗れ、甲子園には出場できなかった。
同年のドラフト4位で巨人入団。投手として入団したが、高校時代に三塁手を経験したこともあり、一時は野手、投手両方で試合に出場していた。
1983年には外野手、代打として13試合に出場、初本塁打を放った。
1984年に山本雅夫との交換トレードで、南海へ移籍。
1985年に捕手転向を図る。
1986年にはウエスタン・リーグで12本塁打を記録し、一軍でも捕手として2試合にマスクをかぶる。
198７年に阪神へ移籍し、同年に現役引退。
その後、妻の実家の広島でスポーツ用品店を営み広島市南区東雲に居住し、当地の少年野球（段原少年野球クラブの監督など）の指導者を務める。またプロ野球マスターズリーグに参加を続け、名古屋80デイザーズに所属していた。
2018年2月2日、BASEBALL FIRST LEAGUE（現・関西独立リーグ）の兵庫ブルーサンダーズ監督に就任することが発表された。1シーズン務め、退任。

## 詳細情報

### 年度別打撃成績
| 年 度     | 球 団     | 試 合 | 打 席 | 打 数 | 得 点 | 安 打 | 二 塁 打 | 三 塁 打 | 本 塁 打 | 塁 打 | 打 点 | 盗 塁 | 盗 塁 死 | 犠 打 | 犠 飛 | 四 球 | 敬 遠 | 死 球 | 三 振 | 併 殺 打 | 打 率 | 出 塁 率 | 長 打 率 | O P S |
| --------- | --------- | ----- | ----- | ----- | ----- | ----- | -------- | -------- | -------- | ----- | ----- | ----- | -------- | ----- | ----- | ----- | ----- | ----- | ----- | -------- | ----- | -------- | -------- | ----- |
| 1983      | 巨人      | 13    | 12    | 11    | 2     | 4     | 0        | 0        | 1        | 7     | 1     | 0     | 0        | 0     | 0     | 1     | 0     | 0     | 3     | 0        | .364  | .417     | .636     | 1.053 |
| 1986      | 南海      | 24    | 36    | 32    | 1     | 5     | 0        | 0        | 0        | 5     | 1     | 0     | 0        | 0     | 0     | 4     | 0     | 0     | 8     | 4        | .156  | .250     | .156     | .406  |
| 1987      | 阪神      | 5     | 5     | 5     | 0     | 0     | 0        | 0        | 0        | 0     | 0     | 0     | 0        | 0     | 0     | 0     | 0     | 0     | 2     | 0        | .000  | .000     | .000     | .000  |
| 通算：3年 | 通算：3年 | 42    | 53    | 48    | 3     | 9     | 0        | 0        | 1        | 12    | 2     | 0     | 0        | 0     | 0     | 5     | 0     | 0     | 13    | 4        | .188  | .264     | .250     | .514  |

### 年度別守備成績
| 年度 | 試合 | 企図数 | 許盗塁 | 盗塁刺 | 阻止率 |
| ---- | ---- | ------ | ------ | ------ | ------ |
| 1986 | 2    |        | 0      | 0      | ----   |

### 記録
- 初出場：1983年6月14日、対阪神タイガース10回戦（後楽園球場）、8回裏に山倉和博の代打で出場
- 初打席・初安打：同上、8回裏に浜田知明から
- 初先発出場：1983年6月21日、対中日ドラゴンズ12回戦（ナゴヤ球場）、7番・左翼手で先発出場
- 初本塁打・初打点：同上、4回表に安木祥二からソロ

### 背番号
- 58 （1978年 - 1983年、2018年）
- 32 （1984年 - 1986年）
- 36 （1987年）